# CRTイヴニングタイムズ
CRTイヴニングタイムズは栃木放送で2008年4月から放送されている夕方のワイド番組である。
主にニュース・天気・交通情報・音楽を放送。放送は月曜 - 金曜で月曜・火曜は16:00～18:30、水曜～金曜は16:00～18:20。

## 番組概要
CRTイヴニングタイムズは2008年3月31日スタート。
放送時間はナイターオフバージョン(10月～3月)とナイターバージョン(4月～9月)で異なっている

## 放送時間
- 16:00~18:30(月曜・火曜)
- 16:00~18:20(水曜～金曜)

## パーソナリティー

### 2012年6月 - 現在
- 月・火　福嶋真理子
- 水・木　高村麻代
- 金　　　新野みく／高村麻代

※金曜日は松井理恵アナ担当だが、体調不良により隔週で新野アナと高村アナで担当。

### 2012年5月 - 2012年6月
- 月・火　福嶋真理子
- 水・木　高村麻代
- 金　　　新野みく／福嶋真理子／高村麻代

※金曜日は松井理恵アナ担当だが、体調不良により隔週で新野アナと福嶋アナと高村アナで担当。

### 2012年4月 - 2012年5月
- 月・火　福嶋真理子
- 水・木　高村麻代
- 金　　　松井理恵→福嶋真理子 ※高瀬美子も担当した回もある。

※金曜日は松井理恵アナ担当だが、体調不良により初回から番組に出演することなく福嶋アナが担当。

### 2010年4月第2週 - 2012年3月
- 月・火　古川佳治
- 水・木　川島正子
- 金　　　高瀬美子

### 2010年4月- 2010年4月第2週
- 月・火　古川佳治
- 水～金　横山広子　職務昇格により改編後わずか1週間で番組を降板

### 2008年4月- 2010年3月
- 月・火　古川佳治
- 水・木　横山広子
- 金　　　小暮智

## コーナー
- 16:00 CRTニュース
- （木）磯谷の眼
- （月・火・水・金）夕刊チェック
- とちぎふるさとネットワーク
- （月～木）栃木の光
- （金）週末エンタメ情報
- （月一回）サニーマートのトータルヘルシー
- 17:00 CRTニュース
- 18:08 天気予報と最高最低気温
- 18:20 （月）田園の伝承人　（火）ちょっと寄り道

## その他
- CRTイヴニングタイムズのパーソナリティーは夜の番組「CRTプライムタイムズ」も担当する。